# Hilda
Hilda — четвёртый студийный альбом австралийской поп/R&B-певицы Джессики Хильды Маубой, выпущенный 18 октября 2019 года. Hilda дебютировал на 1-м месте хит-парада Австралии и впоследствии был номинирован на премию National Indigenous Music Awards в категории «Альбом года», а также премию ARIA Music Awards в аналогичной категории.

## Об альбоме
Hilda ознаменовал собой определённый поворот в творчестве певицы — по словам самой Маубой, к моменту начала работы над альбомом ей уже порядком надоело писать легкомысленные поп-песни о развлечениях с друзьями в ночных клубах. Кроме того, Hilda стал первым диском исполнительницы, в котором она приложила руку к написанию всех без исключения композиций. Тексты песен альбома навеяны историей семьи певицы, а также душевными поисками и экзистенциальными переживаниями: так, в композиции «Sunday» содержится напоминание о необходимости ценить каждый момент жизни, а «Little Things» является отповедью возлюбленному Маубой, написанной исполнительницей сразу после бурного выяснения отношений.
Название Hilda одновременно является отсылкой и к среднему имени самой певицы, и к имени её бабушки по материнской линии — женщине из племени австралийских аборигенов Куку Яланжи, трагически погибшей в возрасте 36 лет. Обращение к истории собственной семьи является важным фактором, сподвигшим Маубой на создание своего четвёртого альбома, основные темы которого — сила человеческого характера, самобытность, любовь, доброта и трудности, встречающиеся на жизненном пути.

## Синглы
В поддержку Hilda было выпущено четыре сингла. Первый сингл «Sunday» был издан 12 апреля 2019 года и достиг 33-го места в новозеландском хит-параде NZ Hot Singles Chart. Второй сингл «Little Things» был выпущен 21 июня 2019 года. «Little Things» смог подняться до 25-й позиции в хит-параде Австралии и заработать «платиновый» статус от Австралийской ассоциации звукозаписывающих компаний. Третий и четвёртый синглы, «Selfish» и «Butterfly», были обнародованы 18 октября 2019 года и 14 августа 2020 года соответственно.

## Приём
| Оценки критиков          | Оценки критиков |
| Источник                 | Оценка          |
| ------------------------ | --------------- |
| auspOp                   | [ 2 ]           |
| South China Morning Post | б/о             |
| STACK Magazine           | б/о             |

Hilda дебютировал на 1-м месте хит-парада Австралии, сместив с вершины альбом американского рэпера Post Malone Hollywood’s Bleeding. По итогам продаж за 2019 год Hilda занял 25-ю позицию в списке 50 наиболее продаваемых австралийских записей.
Альбом певицы был выдвинут на соискание премии National Indigenous Music Awards в категории «Альбом года» (в итоге награда была присуждена сборнику певца и гитариста Арчи Роуча Tell Me Why).
В опубликованном на портале auspOp отзыве за авторством рецензента сайта Дэвида Hilda удостоился максимальной оценки — пяти баллов. Рецензент отдельно отметил эмоциональную искренность и честность исполнительницы, которые наряду с «прифанкованным» ритм-энд-блюзовым звучанием позволяют записи претендовать на неофициальное наименование «классического австралийского альбома».
Положительное мнение о Hilda также высказал обозреватель журнала STACK Magazine Джеф Дженкинс. По словам Дженкинса, альбом Маубой представляет собой собрание «дерзких» песен, содержащих элементы современного урбана, поп-музыки и балладных форм. Согласно рецензенту, связующим элементом Hilda является вокал певицы, органично звучащий в композициях разных жанров.
Музыкальный критик гонконгской газеты South China Morning Post Крис Джиллетт отнёсся к альбому более сдержанно: обозреватель назвал музыкальную составляющую записи «немного предсказуемой», но при этом выделил тексты песен, охарактеризовав их как «великолепные». По мнению Джиллетта, Hilda, хоть и «не открывает новых горизонтов», тем не менее в полном объёме демонстрирует музыкальные таланты Маубой.

## Список композиций
| №                   | Название                | Автор(ы)                                                     | Продюсер(ы)                    | Длительность |
| ------------------- | ----------------------- | ------------------------------------------------------------ | ------------------------------ | ------------ |
| 1.                  | «Blessing»              | Джессика Маубой, Мэдди Крэбтри, Дэвид Музумечи, Энтони Эгизи | DNA                            | 3:09         |
| 2.                  | «Come Runnin’»          | Маубой, Музумечи, Мейз Олингер, Эгизи                        | DNA                            | 3:19         |
| 3.                  | «Selfish»               | Маубой, Изабелла Кирни, Музумечи, Эгизи                      | DNA                            | 3:26         |
| 4.                  | «Jealous»               | Маубой, Мэдди Крэбтри, Луи Схорл                             | Схорл                          | 3:28         |
| 5.                  | «Better»                | Маубой, Кирни, Схорл                                         | Схорл                          | 3:27         |
| 6.                  | «Little Things»         | Маубой, Музумечи, Кьяра Хантер, Эгизи                        | DNA                            | 3:09         |
| 7.                  | «Get Back Up»           | Маубой, Схорл                                                | Схорл                          | 3:37         |
| 8.                  | «Sunday»                | Маубой, Тревор Браун, Уильям Симмонс, Уоррен «Оук» Фельдер   | Браун, Заир Коало, Фельдер     | 3:05         |
| 9.                  | «Tough Love»            | Маубой, Музумечи, Эгизи                                      | DNA                            | 2:40         |
| 10.                 | «Who We're Meant to Be» | Маубой, Музумечи, Эгизи                                      | DNA                            | 4:04         |
| 11.                 | «Butterfly»             | Маубой, Стюарт Крайтон, Джейми Хартман                       | Стюарт Крайтон, Джейми Хартман | 3:32         |
| 12.                 | «Never Ever»            | Маубой, Схорл                                                | Схорл                          | 3:26         |
| 13.                 | «Just Like You»         | Маубой, Кьяра Хантер, Дэвид Райан Харрис                     | Харрис                         | 3:25         |
| 14.                 | «Wish You Well»         | Маубой, Тушар Апте                                           | Апте                           | 3:05         |
| Общая длительность: | Общая длительность:     | Общая длительность:                                          | Общая длительность:            | 46:52        |

## Хит-парады
| Хит-парад (2019) | Высшая позиция |
| ---------------- | -------------- |
| Австралия (ARIA) | 1              |

### Годовые итоговые хит-парады
| Хит-парад (2019) | Позиция |
| ---------------- | ------- |
| Австралия (ARIA) | 25      |